# Hof Obentraut
Koordinaten: 49° 56′ 39,6″ N, 8° 4′ 57,3″ O

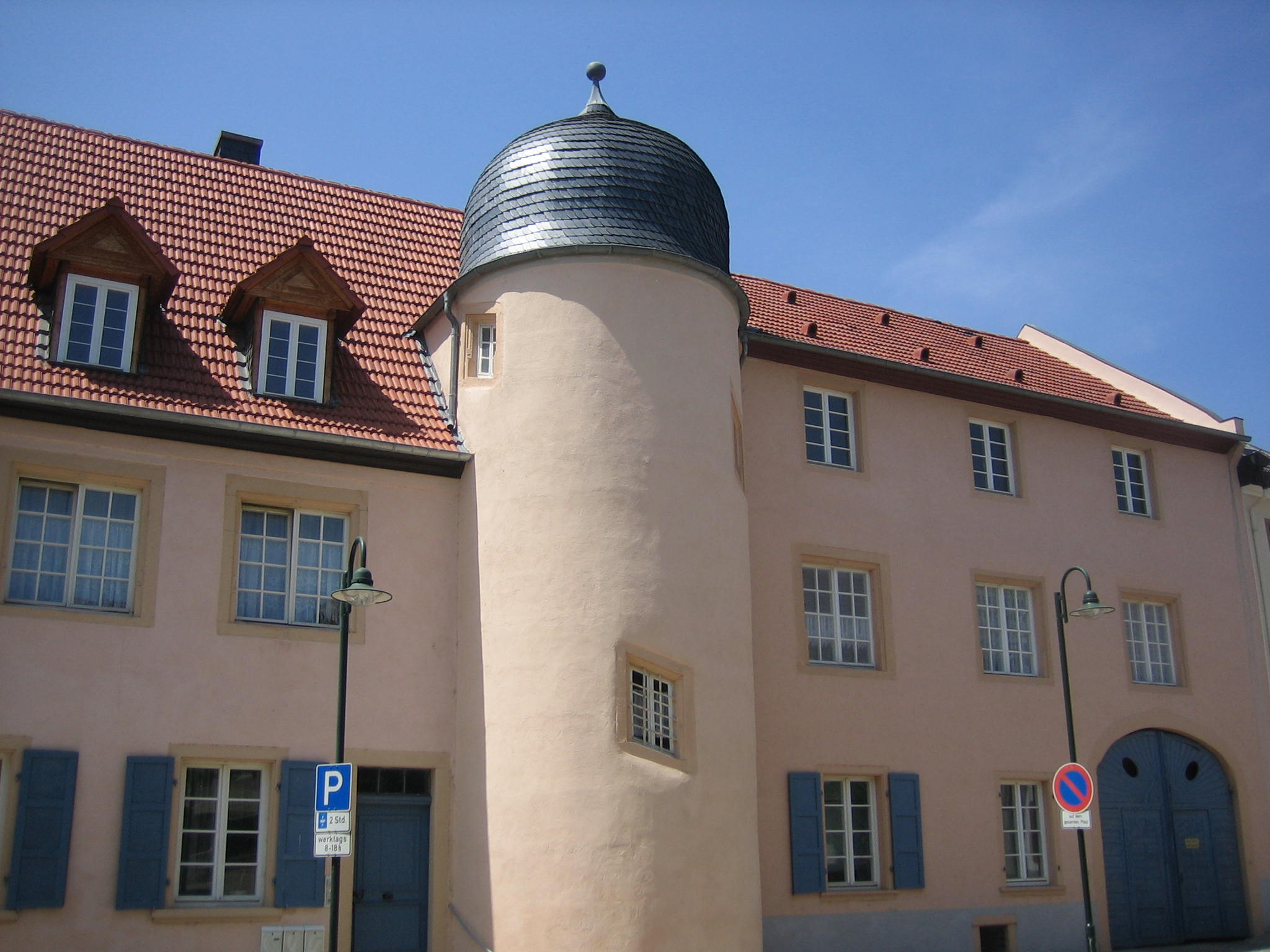
Hof Obentraut (Ostseite)

Der Hof Obentraut war im Besitz der Adelsfamilie von Obentraut in Großwinternheim. Heute steht das Gebäude unter Denkmalschutz.

## Lage und Umgebung
Der Hof liegt am nördlichen Ortsrand von Großwinternheim. Unmittelbar östlich liegt der Freie Platz, südlich die ehemalige Hauptstraße (Obentrautstraße).

## Geschichte
Das Gebäude war ab dem 16. Jahrhundert im Besitz der Adelsfamilie Obentraut, die Oberschultheißen des Ortes Großwinternheim stellte. Der herrschaftliche Renaissancebau stammt in seinen heutigen Zügen größtenteils aus dem 16. und 17. Jahrhundert. In der Reformationszeit hielten in der heute nicht mehr erhaltenen Hofkapelle die Katholiken des Ortes ihre Gottesdienste ab.
In den Bau ging auch die Zehntscheune auf. 1733 erfolgte der Verkauf an das Speyerer Domkapitel.

## Architektur
Das Gebäude ist ein massiver Putzbau mit zwei Geschossen und einem charakteristischen Treppengiebel und Satteldach. An der östlichen Front befindet sich ein runder Treppenturm, im Innern abgeschlossen durch ein gedrücktes Klostergewölbe, außen wird der Turm von einer welschen Haube gekrönt. Der nördliche Flügel, der ursprünglich als Scheune genutzt wurde, ist ausgestattet mit Tonnengewölbe und einem rundbogigen Abgang zum Hof, er wurde im 19. Jahrhundert aufgestockt. Zum Hof hin besitzt er ein übergiebeltes stichbogiges Pilasterportal. Der südliche und ältere Teil ist flachgedeckt unterkellert. Die Holzflügel der Torfahrten und das Haustürblatt stammen aus dem 19. Jahrhundert. Erhalten ist auch noch die Sandsteinrahmungen der Renaissancefenster.